# Ilyas Moussa Dawaleh
 (février 2020).
Si vous disposez d'ouvrages ou d'articles de référence ou si vous connaissez des sites web de qualité traitant du thème abordé ici, merci de compléter l'article en donnant les références utiles à sa vérifiabilité et en les liant à la section « Notes et références ».
Ilyas Moussa Dawaleh est un homme politique djiboutien né le 26 octobre 1966 à Dire Dawa en Éthiopie. 

## Biographie
Ilyas Moussa Dawaleh est titulaire d’un master de l'université François Rabelais de Tours . En 1992, il occupe le poste de responsable du secteur privé au sein de la direction de la planification, rattachée alors à la présidence de la République. 
De 1993 à 1994, Il est le chef de projet auprès du directeur général au port international de Djibouti, puis de 1994 à 1996, il est nommé chef des projets du port, puis chef de l’exploitation du port de 1996 à 2004.
Il a été PDG de sociétés telles que Mega Group, tamamoul qu’il a fondées à Djibouti et à l’étranger. 
Il a été l'un des principaux négociateurs de l'accord de concession entre Djibouti et Dubaï Ports World. Il est membre du comité national de suivi du COMESA, de la commission mixte Éthiopie-Djibouti, de la commission nationale pour la réforme de la Chambre de commerce et président du conseil d’administration de la Banque de Djibouti et du Moyen Orient. 
Ilyas Moussa Dawaleh est le  directeur de campagne du candidat Ismail Omar Guelleh lors de l'élection présidentielle d'avril 2011. 
En mai 2011, il est nommé ministre de l’Économie et des Finances chargé de l'Industrie de la république de Djibouti,.
Depuis le 20 septembre 2012, il est le secrétaire général du Rassemblement populaire pour le progrès, parti au pouvoir à Djibouti.
Ilyas Moussa Dawaleh est le candidat et tête de liste de la coalition de la majorité présidentielle pour les élections législatives de 2013.
Il est cofondateur du Club des jeunes entrepreneurs de Djibouti. En 2018, sous la tutelle de son ministère, il lance le CLE, un centre d’incubation et d’accélération qui a pour but d’accompagner les porteurs de projets dans le processus de création d’entreprise.